# キングダム ハーツ コーデッド
『キングダム ハーツ コーデッド』（KINGDOM HEARTS coded）は、スクウェア・エニックスより配信されていた携帯電話専用ゲーム。またリメイク作品『キングダム ハーツ Re:コーデッド』がニンテンドーDS向けに発売されている（後述）。
2008年11月19日発売のNTTドコモの携帯電話「P-01A」にプリインストール版『オリンポスコロシアム -SideEpisode-』が登場した。正式版は携帯電話用ポータルサイト「キングダム ハーツ モバイル」のメインコンテンツとして、2009年6月3日に配信開始し、以降およそ1ヶ月ごとにシナリオの追加配信が行われた。2013年4月30日にキングダム ハーツ モバイルがサービスを終了するとともに本作も配信を終了した。本項目では、キングダム ハーツ モバイルについても解説する。

## 概要
ディズニーとスクウェア・エニックスのコラボレーション作品である『キングダム ハーツ シリーズ』の一作で、東京ゲームショウ2007において、シリーズ新プロジェクトの一つとして『キングダム ハーツ 358/2 Days』『キングダム ハーツ バース バイ スリープ』と同時発表された。
本作は『キングダム ハーツII』（KH2）の後の物語となり、これまで語られなかった『キングダム ハーツ』での王様やリクの行動の一部や、これからのソラのやるべき使命、『KH2』のエピローグで王様がソラに宛てた手紙の内容などが明らかにされる外伝的なシナリオとなっている。ディレクターの野村哲也によれば、「位置付け的には『キングダム ハーツ チェイン オブ メモリーズ』（COM）に近い。プレイすればより詳しくシリーズ全体の謎に迫れる」とのことである。
携帯電話での操作に合わせてキー入力や操作の簡略化が行われており、パズルゲーム的な要素も含む。バトル面でもキャラクターの性能をアップさせる「デバッギングモード」や、エピソードによってミニゲーム風の戦闘システムに変わるなど新要素も追加されている。またシリーズに共通する美麗な映像も健在で、ゲーム画面はマップを3D（ただしカメラのアングルは固定）、キャラクターを2Dで表示しており、携帯電話用ゲームとしてかなり高クオリティのグラフィックで描写されている。

## キングダム ハーツ Re:コーデッド
『キングダム ハーツ Re:コーデッド』（キングダム ハーツ リコーデッド、KINGDOM HEARTS Re:coded）は、『コーデッド』をニンテンドーDS向けにリメイクした作品である。2010年10月7日発売。開発チームは『358/2 Days』（Days）のハ・ン・ドが担当し、また携帯電話版『コーデッド』や『バース バイ スリープ』（BbS）を手がけたスタッフも一部参加している。
元々、『コーデッド』は多くの携帯機種でプレイできる予定であったが、実際には対応する機種はかなり限られ、また海外では対応機種が一つも発売されなかった。より多くの人にプレイしてもらうため、当時世界で最も普及していたハードであるニンテンドーDS向けにリメイクされる運びとなった。また、元の『コーデッド』がアナログ操作ではないのもDSで出すことになった理由の一つだという。
シナリオやイベントシーンは『コーデッド』からほぼ変更はないが、ゲーム部分のシステムは一新されており、コンセプトは「携帯ゲーム機のKHの集大成」。『コーデッド』+『Days』+『BbS』ともいえるシステムとなっている。また、『Days』にあったマルチプレイは廃し、新たにすれちがい通信の機能を搭載している。以下に主な変更点を記述する。
- テーマ曲が『光』に
- オープニングムービー追加
曲は『光 -PLANITb Remix-』で、映像はこれまでのシリーズ作品のダイジェスト。
- キャラクターの表示が3Dに
他のシリーズ作品と同様、3Dモデルが使用されるようになった。それに伴いカメラも非固定となり、プレイヤーキャラの後ろをカメラが追いかける従来の方式へ変更。
- バトルシステム一新
『BbS』のデッキコマンドとフィニッシュコマンドを踏襲したシステムに変わった。メニュー画面の「コマンドマトリックス」ではコマンドの合成が行えるが、合成前に結果がわかったりCPが溜まっていなくても仮合成ができるなど、『BbS』より易しいシステムとなっている。
- 成長システム一新
『Days』のパネルシステムを発展させた「ステータスマトリックス」に変わった。手に入れたチップをすごろくのようにマスに埋めていき、ソラを成長させるシステム。チップを埋めていくとアビリティも入手できる。なお盤上には5種類の「チート」項目があり、難易度の調整やソラとエネミーのHPの割合などゲームバランスの設定が可能。
- 装備システム一新
シナリオ中でキーブレードを入手するようになり、アクセサリと共に「デコレーションマトリックス」で装備可能に。なおこれらのマトリックスシステムの採用により、オリジナル版にあったデバッグアビリティやアイテムの合成などは無くなっている。
- システムエリア追加
シナリオ中でエリアにバグが発生するシーンが追加。システムエリアにつながる入口（バックドア）を調べ当て、その中のバグエネミーを倒すことでエリアのバグが解消される。その代わりか、オリジナル版の「エリアデバッグモード」は削除されている。ステータスマトリックスでアビリティ「ライブラ」を複数取得すると、ワールドのクリア後に新たなバックドアが見つかることも。
- シナリオ中の会話の表示形式変更
オリジナル版では『COM』に似た会話ウインドウが用いられていたが、本作ではキャラクターの全身絵とフキダシで表現されるようになった。
- クエスト追加
ワールドのクリア後に、そのワールドにいる人物からアイテムの捜索を頼まれる。アイテムはシステムエリアの報酬で入手できることが多い。これに伴い、オリジナル版にあったアイテム合成の依頼は無くなった。
- BGM追加・変更
システムエリアと各種マトリックスの設定画面に新曲が追加。またワールド「忘却の城」は『COM』と同じ曲に変更され、ボス戦の多くもこれまでのシリーズで使用されてきた曲が流れるようになった。
- キャラクターに声が追加
バトル中にソラ、ドナルド、グーフィー以外のキャラクターも声を発するようになった。
- トロフィー追加
特定の条件を達成するとトロフィーを獲得するようになった。全30個で、そのうち20個を獲得するとシークレットムービーが解禁される。
- シークレットムービー追加

また、2014年発売の『キングダム ハーツ HD 2.5 リミックス』には、本作を約3時間の映像作品としてリメイクしたものが収録された。DS版からある映像が約1時間、新規制作映像が約2時間となっており、DS版の時点でメインストーリーの多くが映像化されていたため新規映像の多くはディズニーのワールドを映像化したものである。

### 関連作品
- 『キングダム ハーツ Re：コーデッド アルティマニア』2010年11月4日、ISBN 978-4-7575-3050-8
- 小説『キングダム ハーツ Re:コーデッド』（著：金巻ともこ、原案：野村哲也・渡辺大祐、イラスト：天野シロ）
  - 2011年7月28日、ISBN 978-4-7575-3315-8

## あらすじ
XIII機関との戦いの後、ディズニーキャッスルに戻ったジミニー・クリケットは、自分の記した“ジミニーメモ”の1冊目に奇妙な記述を発見する。このメモは最初の旅を記録していたが、忘却の城での一件でソラ達の記憶が戻ると共に白紙化していたものであった。ただ一言「ナミネにお礼を言う」という一文を残して。そのメモに新たな見覚えのない文章が現れていたのだ。「彼らの痛みを癒しに戻らなければならない (We must return to free them from their torment.)」。この文章の謎を解くべく王様は、記述が消えてもメモそのものに記録が残っている可能性を考えてジミニーメモをデータ化する。メモの世界のデータ化には成功したがその世界にバグが発生し、データを正常に見ることができなくなってしまった。そこで王様は、メモの記録からデータ化したソラ「データ・ソラ」にデータ上に構成した仮想のキーブレードを託し、バグの除去を依頼する。今一つ状況を呑み込めないデータ・ソラだが、本物同様の持ち前の前向きさと快活さで快諾し、データ世界の冒険に旅立つ。

### データ世界
データ・ソラはいくつかの世界を巡り、バグを退治してデータを修復していく。その都度、メモには新たな文章が書き加えられていった。そのデータ・ソラの前に黒コートの男が何度も現れ、謎めいた言葉を残しては去って行く。データ・ソラはそれを追い掛けるが、行き着いた先は王様のいる部屋だった。王様、グーフィー、ドナルドもデータ世界に取り込まれていたのだった。そして黒コートの男の正体はデータ・リクであり、同時にメモがバグに侵された際に記憶のバックアップ先として選ばれた器でもあり、ジミニーメモそのものと言える存在だった。データ・リクはメモの謎を解くべく王様達をデータ世界に取り込んだのだったが、直後、何者かからのハッキングで現実世界と繋がる道が閉ざされてしまう。王様達を元の世界に帰すべく、データ・ソラは回線復旧のために再びバグ退治に向かう。
順調にバグを駆除していくデータ・ソラだが、その前に記録に無いはずのピートが現れる。実は王様達がデータに取り込まれた際、丁度スパイ活動に来ていたピートも巻き込まれていた。そしてピートに呼ばれたマレフィセントはデータ世界を闇に染めて利用し、今度こそ全ての世界を手にしようとしていたのだった。マレフィセントによってデータ・ソラのキーブレードは破壊され、ジミニーメモの全記録を包括するデータ・リクも捕まってしまう。キーブレードを失ったデータ・ソラに代わり、最後のバグの残るホロウバスティオンへと王様は単身向かう。じっとしていられないデータ・ソラもその後を追うが、キーブレード無しでは戦えず窮地に陥る。しかし駆け付けたグーフィーとドナルドの助力によって城を進んでいく。3人はピートを追い詰めるものの、戦えないデータ・ソラを狙ったバグ攻撃にグーフィーとドナルドが押し潰されそうになる。絶体絶命の中、グーフィーとドナルドとの心の繋がりによってデータ・ソラ自身の本物のキーブレードが発現し、王様とも合流して4人でピートを再び追い詰める。しかしピートはバグを植え付けたデータ・リクを嗾ける。戦いの末になんとか無力化したもののバグに侵されたデータ・リクは目覚めず、データ・ソラは彼を救うべく単身、データ・リクの中へと乗り込む。
データ・リクはメモにあった謎の追加データをデータ・ソラに託し、自身はバグごと心中しようとしたが、データ・ソラはあくまで彼を助ける道を選び、データ・リクの深奥の世界をいくつも巡ってはバグを退治する。バグを全て倒したことでメモは正常化されることとなったが、それはメモが本来の姿に戻ること、つまりこのデータ修復の冒険の記録が消え、データ・ソラもデータ・リクもこの旅の記憶を全て忘れる事を意味した。悲しむ王様達だったが、データ・ソラは「記録は消えても記憶は消えない」として、自分が忘れても「友達」が記憶してくれればいつかきっと思い出せると語り、全てを受け入れた。だが直後、データ世界が崩壊を始める。未だデータに残るピートとマレフィセントを救うべく、ソラは駆け出す。そこに居たのはメモの記録を消した真の元凶、ソラ・ハートレスのデータだった。データ・ソラの冒険の裏で他のデータを喰らい、力を付けていたのだった。自身の影に苦戦するデータ・ソラだが、王様の加勢によって勝利。今度こそデータの修復は完了する。現実に戻った王様達がモニターを見ると、データ・ソラのアイコンと共に「ありがとう、みんな(THANKS,GUYS)」という文字が表示されていた。

### 忘却の城
メモのデータは復旧したが、例のメッセージの謎は未だ解けない。その時、データ・リクから何者かの追加データへの扉が開いたという知らせが入る。その先の世界を探れば謎が解けるはずだが、隔離データで記憶を維持しているデータ・リクと異なりデータ・ソラはメモの初期化によって記憶を無くしており、一人で行かせられる状態ではなかった。そこで王様は再びデータ世界に潜り、データ・ソラに直接説明する。データ・ソラも記憶は無くしても力は残しており、キーブレードを発現する事ができた。知るべき「真実」が自身と関係あると告げられたデータ・ソラは王様に導かれて新たな世界「忘却の城」へと旅立つ。
王様とはぐれつつも辿り着いた忘却の城では黒コートの男が現れ、データ・ソラにこの城で様々な人々の幻と出会う事を告げる。その言葉通り、データ・ソラは記憶に無いデータ修復の旅で出会った人々と再び対面するが、先に進めば誰と会ったのかを忘れてしまう。データ・ソラは戸惑いつつも、思い出せない寂しさや悔しさと言った「痛み」が鍵となっていつか思い出せると悟る。しかし黒コートはその「痛み」がデータ・ソラを闇に落とすと告げ、データ・ソラは先に進む事を躊躇う。そこに王様の声が届き、記憶に無いドナルド、グーフィーとの絆を感じ取る。迷いを振り切ったデータ・ソラは城の奥にて黒コートに「たとえ闇に落ちるかもしれなくとも、この痛みが無くした記憶を繋ぎ止めてくれる絆」だと語る。その言葉に逆上した黒コートが襲い掛かってくるが、データ・ソラは黒コートの「痛み」をも受け止め、黒コートは負けを認める。彼の正体はデータ・ロクサスであり、データ・ソラに「痛み」を受け止める覚悟があるか確かめる試験官の役だった。役目を終えたデータ・ロクサスは、データ・ソラの「どこかに帰るのか？」という質問に「帰りたい場所はあるかな。あの夏休みさ」と告げて消えていった。
王様と合流したデータ・ソラは忘却の城の最上階に到達する。そこに居たのはデータ・ナミネであり、例のメッセージを残した張本人であるナミネのメッセンジャーであった。ナミネはソラ達の記憶を修復していた1年の間にソラの中に眠る別の誰かの記憶を発見し、調べるうちにそれが大切なものではあるが、無闇に手を出せば心が壊れるほどの危険な「痛みの記憶」であると知った。そこで痛みに負けない方法を探してもらうべくメッセージを残したのだが、「痛み」を書き加えたことがバグを発生させてしまった。だが、そのバグに立ち向かう過程で痛みに負けない方法が見つかるとも思っており、実際にデータ・ソラは痛みに立ち向かう方法を見つけた。データ・ナミネはデータ・ソラと王様に痛みの記憶を見せる。それはXIII機関の2人とナミネと見知らぬ少女、そして王様の友人だった3人のキーブレード使いの記憶だった。彼らの目覚めには彼らと繋がりのあるソラの力が必要であり、王様は現実のソラに全て伝えることを約束する。そしてデータ・ソラは現実の自分がナミネに言えなかった「ありがとう」をデータ・ナミネに伝えた。
現実に戻った王様は痛みの記憶にあった彼らを救い出すべく、デスティニーアイランドにいるソラ、リク、カイリに手紙を送る。新たな旅の始まりを告げる手紙を。その後、イェン・シッドの元に向かった王様は、3人のキーブレード使いの救出に向けて動き出すが、イェン・シッドはアンセムとゼムナスの消滅によって全ての元凶であるマスター・ゼアノートが復活する事と、その恐るべき策略について話し、対抗するべくマスター承認試験の決行を宣言する。一方、レイディアントガーデンではXIII機関のメンバーが人間として再生していたが、そこに現れた謎の少年が密かに行動を開始していた。

## 登場キャラクター
データ・ソラ（Data Sora）
本作の主人公。これまで『KH』『COM』『KH2』で冒険してきた現実世界のソラとは別人で、ジミニーメモに記された記録から生まれたデータ世界での存在である。しかし明るく正義感の強い性格は現実世界のソラと何ら変わりない。ベースはデスティニーアイランド崩壊時のソラであり、容姿・人格もその当時に準じている。現実と異なり、王様の事はミッキーと呼ぶ（正体が分からず、王様自身も本名を名乗った為）。当初は王様がデータから構成した仮想のキーブレードを振るっていたが、本物ではなかったが故にマレフィセントに破壊されてしまう。しかしホロウバスティオンでの戦いにて、ドナルドとグーフィーとの「つながる心」によってデータ・ソラ自身の本物のキーブレードを手に入れる。
王様（King Mickey）
ディズニーキャッスルの王様。彼もまたキーブレードの勇者のひとり。データ世界のソラを導いていたが、ドナルドやグーフィーと一緒にデータ世界へ取り込まれてしまう。
データ・リク（Data Riku）
ソラの親友である少年。データ世界で黒コートの姿でたびたびソラの前に現れていた。その正体はデータ・ソラと同じくデータ上のリクであるが、ジミニーメモがバグに侵された際に全ての記録を退避させる器として選ばれており、ジミニーメモの全記録をその身に宿している。ある意味ではジミニーメモそのものと言える存在。残されたメッセージの謎を解くために行動していた。外見は15歳当時のリクそのものだが、性格はそれ以降の成長した彼に近い。
ジミニー・クリケット（Jiminy Cricket）
ソラの旅に同行し、その様子を“ジミニーメモ”に記してきた。なおジミニーメモは二冊あり、一冊は『KH』の冒険を綴ったが『COM』で白紙になってしまったもの、もう一冊は『KH2』の冒険を綴ったもので、本作の舞台となるのは前者のジミニーメモである。
ピート（Pete）
魔女マレフィセントと共に行動しているヤマネコ。マレフィセントの命令によってディズニーキャッスルに忍び込んでいたところ、王様たちと一緒にデータ世界に取り込まれてしまい、データ世界を乗っ取るために動き始める。

## エピソード
エピソード1 デスティニーアイランド
配信開始日：2009年6月3日
エピソード2 トラヴァースタウン
配信開始日：2009年7月8日
エピソード3 ワンダーランド
配信開始日：2009年8月5日
エピソード4 オリンポスコロシアム
配信開始日：2009年9月17日
エピソード5 アグラバー
配信開始日：2009年10月15日
エピソード6 ホロウバスティオン（前編）
配信開始日：2009年11月26日
エピソード7 ホロウバスティオン（後編）
配信開始日：2009年12月26日
エピソード8（最終章） 忘却の城
配信開始日：2010年1月28日

## 声の出演
キャストの並びは 日本語版キャスト / 海外版キャスト の順とする。なお『コーデッド』が日本国内でしか配信されていないため、海外版キャストは全て『Re:コーデッド』のものとなる。
- ソラ - 入野自由 / ハーレイ・ジョエル・オスメント
- リク - 宮野真守 / デビッド・ギャラガー
- 王様 - 青柳隆志 / ブレット・イワン
- ドナルドダック - 山寺宏一 / トニー・アンセルモ
- グーフィー - 島香裕 / ビル・ファーマー
- ジミニー・クリケット - 肝付兼太 / フィル・スナイダー
- チップ - 滝沢ロコ / トレス・マクニール
- デール - 稲葉実 / コーリー・バートン
- ピート - 大平透 / ジム・カミングス
- マレフィセント - 沢田敏子 / スーザン・ブレイクスリー
- ナミネ - 中原郁 / メガン・ジェット・マーティン

『Re:コーデッド』追加キャスト
- ロクサス - 内山昂輝 / ジェシー・マッカートニー
- イェン・シッド - 稲垣隆史 / コーリー・バートン
- ジャファー - 宝田明 / ジョナサン・フリーマン
- イアーゴ - 大川透 / ギルバート・ゴットフリード
- ヘラクレス - 松本保典 / テイト・ドノヴァン
- ハデス - 嶋田久作 / ジェームズ・ウッズ
- クラウド - 櫻井孝宏 / スティーブ・バートン
- ティーダ - 森田成一 / ショーン・フレミング

『HD 2.5 リミックス』版のみのキャスト
- シグバール - 大塚芳忠 / ジェームズ・パトリック・スチュアート
- ヤング・ゼアノート - 奥田隆仁 / ベンジャミン・ディスキン
- アリス - 土井美加 / ヒンデン・ウォルチ
- チシャ猫 - 関時男 / ジム・カミングス
- ハートの女王 - 小沢寿美恵 / トレス・マクニール
- ジーニー - 山寺宏一 / ジム・メスキメン

## スタッフ
- ディレクター、コンセプトデザイン、シナリオ原案、キャラクターデザイン：野村哲也
- Co.ディレクター：田畑端 (coded) / 加藤順、伊藤寿恭 (Re:coded)
- 音楽：下村陽子
- シナリオ：渡辺大祐、酒見治徳、石田ゆかり
- プロデューサー：大日方可功子
- アソシエイトプロデューサー：伊藤幸正
- エグゼクティブプロデューサー：橋本真司

## キングダム ハーツ モバイル
2008年12月15日に開設された携帯電話用ポータルサイト。2013年4月30日をもってサービスを終了した。月額315円、525円、840円、1050円（いずれも税込）の4コースの料金体系からなり、料金に応じたポイントを消費することでミニゲームや待ち受け画面、着信メロディなどをダウンロードできた。ミニゲームで手に入る「マニー」を溜めると、シリーズに登場するキャラクターのコスチュームといったアバターアイテムが入手でき、自分のアバターをカスタマイズできた。また、ミニゲームで入手したマニーを『コーデッド』の中でのアイテムの購入に充てることも可能。
Co.ディレクターの田畑端曰く、イメージはディズニーランドとのこと。『コーデッド』はこのサイトのメインコンテンツで、サイトではシンデレラ城に似たイメージとなっていた。